# Plenery w Osiekach
Międzynarodowe Spotkania Artystów, Naukowców i Teoretyków Sztuki – plenery organizowane corocznie w latach 1963–1981 w Osiekach nad jeziorem Jamno, niedaleko plaży w Łazach. Inicjatorami tych wydarzeń byli Jerzy Fedorowicz, Ludmiła Popiel i Marian Bogusz (w pierwszej edycji), wspomagani przez artystów koszalińskich. Plenery te, skupiając artystów polskiej awangardy, stały się miejscem manifestacji nowych tendencji w sztuce polskiej.
Zamiarem organizatorów plenerów osieckich była konfrontacja różnych nurtów sztuki współczesnej, śledzenie zmian w postawach twórczych oraz szerzenie założeń najnowszej sztuki. W tym celu urządzano spotkania, wykłady i tzw. „dni otwartych pracowni”, podczas których publiczność mogła spotkać artystów w trakcie pracy. Tradycją stało się ofiarowanie przez każdego uczestnika jednego dzieła do kolekcji sztuki nowoczesnej w Koszalinie. Koszalińskie muzeum eksponuje na wystawie stałej część zgromadzonych prac oraz materiał dokumentacyjny, wydało również monografię poświęconą plenerom.

## Edycje

### Osieki 1963
2–15 września
Komisarzem artystycznym I Międzynarodowego Studium Pleneru Koszalińskiego został Jerzy Fedorowicz, który negocjując z organami PZPR, musiał skreślić z listy uczestników abstrakcjonistów radzieckich. Ostatecznie uczestniczyło w plenerze 25 artystów z Polski i zagranicy oraz dwóch historyków sztuki: Maria i Janusz Boguccy. Wydarzeniu towarzyszyła wystawa zbiorowa Mariana Bogusza, Alfreda Lenicy, Marii Ewy Łunkiewicz i Ryszarda Siennickiego oraz wystawa grafik i rysunków artystów z Węgier i Czechosłowacji.

### Osieki 1964
26 sierpnia – 15 września
W drugiej edycji zrezygnowano z międzynarodowego charakteru imprezy, która odbyła się pod nazwą: II Plener Koszaliński, Spotkanie Artystów i Naukowców. Wzięło w nim udział 26 artystów, m.in. Henryk Stażewski, Andrzej Matuszewski, 6 krytyków i teoretyków sztuki, m.in. Jerzy Ludwiński, Julian Przyboś, Anna Ptaszkowska, Maria Bogucka, Janusz Bogucki, Janusz Jaskierski oraz 4 naukowców: Paweł Beylin, Maria Kempisty, Jan Żabiński, Aleksander Wallis.
Plenerowi towarzyszyła wystawa prac Andrzeja Matuszewskiego w WDK w Koszalinie. Na terenie Ośrodka w Osiekach eksponowano wystawę poplenerową, która została następnie pokazana w Koszalinie.

### Osieki 1965
28 sierpnia – 17 września
Trzeci plener był próbą połączenia międzynarodowego charakteru pierwszej edycji i naukowego profilu drugiej. III Plener Koszaliński, Międzynarodowe Spotkanie Artystów i Teoretyków Sztuki zostało także opatrzone logiem zaprojektowanym przez Jerzego Fedorowicza. Liczba artystów wzrosła do 30, w tym Henryk Stażewski i Maria Ewa Łunkiewicz jako uczestnicy honorowi oraz m.in. Benon Liberski, Jan Ziemski, Ludmiła Popiel, Anna Ptaszkowska, Edward Krasiński. Wykłady prowadziło siedmiu krytyków i teoretyków sztuki m.in. Artur Sandauer, Jerzy Ludwiński, Mariusz Tchorek, Hanna Ptaszkowska, Julian Przyboś, Maria Bogucka, Janusz Bogucki. Zaprezentowano wystawy indywidualne Marii Antoszkiewicz, Ireneusza Pierzgalskiego i Stanisława Fijałkowskiego, Jana Chwałczyka i Wandy Gołkowskiej oraz wystawę poplenerową. Na potrzebę podsumowania dotychczasowych spotkań wydano pierwsze w historii plenerów wydawnictwo: Koszalińskie plenery.

### Osieki 1966
27 sierpnia – 17 września
Kolejna edycja miała odbyć się pod znakiem architektury i urbanistyki. Nosiła nazwę: IV Plener Koszaliński, Międzynarodowe Spotkanie Malarzy, Rzeźbiarzy i Architektów. Jednakże obok 33 plastyków wziął udział w plenerze tylko jeden architekt, Stanisław Sowiński. Wydarzeniu towarzyszyła wystawa retrospektywna Henryka Berlewiego, Ogólnopolska Wystawa Malarstwa Konfrontacje 66, wystawa artystów czechosłowackich oraz ekspozycje obrazów w witrynach sklepowych na Rynku w Koszalinie. W tym roku również powstał przy współpracy rzeźbiarzy, prezentowany na wystawie poplenerowej, kamienny „Pegaz” zniszczony wiele lat później, podczas ostatniego pleneru w Osiekach.

### Osieki 1967
5-27 sierpnia
Negatywne opinie poprzedniej odsłony cyklu zmotywowały organizatorów do wprowadzenia zmian. Wyboru uczestników dokonano przy współpracy uznanych artystów i krytyków sztuki. Zaproponowano także hasło Spotkania: „Eksperyment w sztuce”. V Plener Koszaliński, Międzynarodowe Spotkanie Twórców i Teoretyków Sztuki, zgromadził 39 artystów i 8 teoretyków i krytyków sztuki. Wśród uczestników pojawili się twórcy z Krakowa: Tadeusz Kantor, Jerzy Bereś i Maria Pinińska-Bereś. Odbyła się wystawa prac Erny Rosenstein.

Ta edycja zapisała się w historii jako manifestacja happeningu i sztuki akcji. Włodzimierz Borowski zrealizował akcję Zdjęcie kapelusza, a Tadeusz Kantor na plaży w Łazach – Panoramiczny happening morski składający się z czterech części: Koncertu morskiego z Edwardem Krasińskim jako dyrygentem, Tratwy Meduzy z udziałem Jerzego Beresia, Barbujażu erotycznego ze studentkami z obozu ZSP w Łazach oraz Kultury agrarnej z udziałem publiczności. Wykłady towarzyszące plenerowi także dotyczyły tematu: Kazimierz Raińczak wygłosił „Genezę happeningu”, Teresa Tyszkiewicz wystąpiła z referatem „Dezintegracja formy jako tło do hapenningu”.

Pokłosie pleneru zaprezentowano w Osiekach, w galerii Foksal w Warszawie oraz w Koszalinie.
Teoretycy: Jerzy Ludwiński, Janusz Bogucki, Mariusz Hermansdorfer, Anna Ptaszkowska, Galina Demosfenowa, Otokar Macel
Artyści: Tadeusz Kantor, Włodzimierz Borowski, Andrzej Matuszewski, Maria Pinińska-Bereś, Jerzy Bereś, Edward Krasiński, Anna Ptaszkowska, Erna Rosenstein, Stanisław Fijałkowski, Teresa Tyszkiewicz, Maria Stangret, Jan Ziemski, Jerzy Fedorowicz, Ludmiła Popiel, Ryszard Siennicki.

### Osieki 1968
15 sierpnia – 5 września
Komisarzem VI Pleneru Koszalińskiego, Międzynarodowego Spotkania Twórców i Teoretyków Stuki był Marian Dąbrowski. Tym razem nie zapraszano artystów imiennie, ale pozostawiono tę decyzję okręgom ZPAP. Na liście znalazło się 49 artystów i 7 krytyków i teoretyków sztuki. Zorganizowano wystawy m.in. Zofii i Oskara Hansenów „Program projektowania brył i płaszczyzn i poszukiwanie elementów formy otwartej”, prac Eugeniusza Gabryelskiego, „Konfrontacje 68” – Ogólnopolską Wystawę Malarstwa.

Wśród uczestników szóstej edycji zabrakło zwolenników sztuki akcji.

### Osieki 1969
10-30 sierpnia
VII Plener Koszaliński, Międzynarodowe Spotkanie Artystów i Teoretyków Sztuki. Komisarzem został ponownie Marian Dąbrowski. Udział w plenerze wzięło 48 artystów z różnych ośrodków w kraju. W koszalińskim BWA odbyła się wystawa „Konfrontacje 69”. Ważnym wydarzeniem związanym z tym i poprzednimi plenerami była ekspozycja retrospektywna w warszawskiej Zachęcie.
W prasie pojawiły się negatywne komentarze zarzucające organizatorom przeładowanie programu, a samemu plenerowi brak fermentu twórczego.

### Świdwin – Osieki 1970
10-17 sierpnia (Świdwin)
18-30 sierpnia (Osieki)
Komisarzem artystycznym VIII Spotkania Artystów i Teoretyków Sztuki oraz autorem hasła pleneru: „Propozycje”, był Ryszard Siennicki. Powrócono do imiennego zapraszania uczestników, wśród których pojawiła się spora grupa konceptualistów. Pojawiło się wreszcie twórcze „zamieszanie” tak oczekiwane w poprzednich latach. Wystąpienia Jerzego Ludwińskiego „Epoka postartystyczna” i Stefana Morawskiego „Kryzys pojęcia sztuka” były żywo dyskutowane.

Zbigniew Makarewicz, Antoni Dzieduszycki i Barbara Kozłowska zrealizowali akcję Zamknięcie strefy morza – otwarcie strefy suwerennej akcji artystycznej (28 sierpnia 1970). Jan Chwałczyk stworzył Barwny układ przestrzennej transformacji światła, Adam Marczyński natomiast – instalację Refleksy zmienne. Jarosław Kozłowski wystąpił z projektem Strefa wyobraźni – zaproponował wykonanie fotografii miejsc, w których umieścił tabliczki z takim właśnie napisem.
Uczestnicy: Jerzy Ludwiński, Bożena Kowalska, Zdzisław Jurkiewicz, Andrzej Matuszewski, Stefan Morawski, Zbigniew Makarewicz, Antoni Dzieduszycki, Barbara Kozłowska, Wanda Gołkowska, Jan Chwałczyk, Adam Marczyński, Jarosław Kozłowski, Andrzej Lachowicz, Natalia LL, Zbigniew Dłubak, Anastazy Wiśniewski, Kajetan Sosnowski, Ryszard Siennicki, Stanisław Fijałkowski, Stefan Krygier, Jerzy Kałucki, Jerzy Fedorowicz, Ludmiła Popiel, Maria Michałowska, Melania Grudniewska, Andrzej Ekwiński, Andrzej Słowik, Zygmunt Wujek.

### Ustka 1971
4-18 września
Komisarzem spotkania był Ignacy Bogdanowicz. Plener odbył się w Domu Pracy Twórczej w Ustce. Uczestniczyło w nim 29 artystów, głównie przedstawicieli Koszalińskiego środowiska plastycznego. Ze względu na brak skonkretyzowanego programu i lokalny charakter plener zyskał sobie nieprzychylne opinie i złą prasę.

### Osieki 1972
10-24 sierpnia
Komisarzem pleneru, który odbył się pod hasłem: Nauka i sztuka w procesie ochrony strefy widzenia był Zygmunt Wujek, a autorem Programu Jerzy Fedorowicz. Wzięło w nim udział 32 artystów oraz 16 naukowców. Był to plener szczególny, ponieważ po raz pierwszy poza dyskusją o sztuce towarzyszył mu motyw problemu ekologii. Połączenie programowe sztuki i ekologii było w tym czasie ewenementem na skalę krajową. W związku z tym tematem odbyła się znaczna ilość wykładów i prelekcji, odbyto kilka wycieczek a niektórzy artyści zrealizowali prace nawołujące w swej wymowie do ochrony środowiska. Poza tematyką pro-środowiskową i tym razem silny nacisk położono na tematykę sztuki konceptualnej.
Uczestnicy: Maria Bogucka, Janusz Bogucki, Jerzy Ludwiński, Jan Świdziński, Juliusz Starzyński, Artur Sandauer, Jonasz Stern, Jerzy Goldmann, Ryszard Śpiewakowski, Andrzej Rzymkowski, Henryk Semmler, Ryszard Stanisławski, Tadeusz Bartkowski, Urszula Czartoryska, Andrzej Ekwiński, Maciej Gutowski, Krzysztof Wodiczko, Włodzimierz Borowski, Andrzej Dłużniewski, Andrzej Matuszewski, Jan Chwałczyk, Wanda Gołkowska, Erna Rosenstein, Stefan Krygier, Andrzej Pawłowski, Jan Ziemski, Stefan Morawski, Jan Dobkowski, Krzysztof Zarębski, Stanisław Fijałkowski, Andrzej Pierzgalski, Jerzy Treliński, Erazm Ciołek, Bolesław Kurzawiński, Kajetan Sosnowski, Wiesław Smużny, Ryszard Siennicki, Jerzy Fedorowicz, Ludmiła Popiel, Feliks Szyszko, Andrzej Słowik, Zygmunt Wujek, Walentyna Orłowska.

### Osieki 1973
12-26 sierpnia
Komisarzem pleneru został Marek Łęgowski. Organizatorzy nawiązali do idei programowych poprzedniego spotkania tym razem koncentrując się na problemie zbiorników wodnych. W plenerze uczestniczyło 35 artystów oraz 6 naukowców i teoretyków sztuki.
Uczestnicy: Jerzy Ludwiński, Janusz Bogucki, Maciej Gutowski, Andrzej Goldmann, Andrzej Rzymkowski, Andrzej Matuszewski, Erazm Ciołek, Andrzej Pawłowski, Anastazy Wiśniewski, Jan Dobkowski, Wanda Gołkowska, Jan Chwałczyk, Stefan Krygier, Jerzy Fedorowicz, Ludmiła Popiel, Paweł Niedzielski.

### Osieki 1974
18 sierpnia - 4 września
Plener, którego komisarzem został Paweł Niedzielski, odbył się pod hasłem: Artysta a ziemia odległa o 400 000 km. Udział w spotkaniu wzięło 39 artystów oraz 9 naukowców i teoretyków sztuki. Gośćmi spotkania byli niemieccy teoretycy sztuki Inge Bacher i Siegfried Schmidt oraz Warsztat Formy Filmowej.
Uczestnicy: Ryszard Stanisławski, Urszula Czartoryska, Thomas Strauss, Janusz Zagrodzki, Bogdan Suchodolski, Grzegorz Sztabiński, Wiesława Wierzchowska, Stanisław Gąska, Andrzej Dłużniewski, Włodzimierz Borowski, Andrzej Partum, Józef Robakowski, Antoni Mikołajczyk, Paweł Kwiek, Andrzej Ciesielski, Stanisław Fijałkowski, Jerzy Fedorowicz, Ludmiła Popiel, Wojciech Krzywobłocki, Walenty Gabrysiak, Hubert Marchlewicz.

### Osieki 1975
18 sierpnia - 4 września
Komisarzem pleneru, który odbył się pod hasłem Problemy współczesnej cywilizacji a plastyka, ponownie został Marian Dąbrowski. Wzięło w nim udział 37 artystów z kraju i zagranicy oraz 15 naukowców i teoretyków sztuki.
Uczestnicy: Stanisław Gąska, Julian Aleksandrowicz, Juliusz Narębski, Guido Kreisel, Stanisław Urbański, Krzysztof Korczyński, Urszula Czartoryska, Ryszard Stanisławski, Artur Sandauer, Ryszard Winiarski, Jonasz Stern, Ryszard Kwiecień, Józef Wilkoń, Wacław Twarowski, Leszek Walicki, Erna Rosenstein, Emilia Bohdziewicz, Andrzej Ciesielski, Wojciech Krzywobłocki, Jerzy Olek.

### Osieki 1976
19 sierpnia - 5 września
W plenerze wzięło udział 40 artystów oraz 5 naukowców i teoretyków sztuki. Komisarzem został po raz czwarty Marian Dąbrowski.
Uczestnicy: Andrzej Rzymkowski, Włodzimierz Czachowski, Andrzej Ekwiński, Hugo Klaus, Jonasz Stern, Ryszard Kwiecień, Bogusław Szwacz, Józef Markiewicz, Artur Sandauer, Jadwiga Ślipińska.

### Darłówko 1977
15 sierpnia - 5 września
W plenerze wzięło udział 42 artystów oraz 3 naukowców. Hasłem spotkania było Wizja - Idea - Percepcja a komisarzem został po raz piąty Marian Dąbrowski.

### Osieki 1978
13-31 sierpnia
Komisarzem pleneru po raz ostatni został Marian Dąbrowski. Hasłem przewodnie brzmiało Sztuka - Poezja - Awangarda - Rzeczywistość i miało na celu zwrócenie uwagi na rolę „awangardy” w kształtowaniu obrazu współczesnej sztuki. W spotkaniu wzięło udział 56 artystów i 22 naukowców, krytyków i teoretyków sztuki.
Uczestnicy: Józef Robakowski, Andrzej Matuszewski, Andrzej Ciesielski, Krystyna Dąbrowiecka-Borysowska, Teresa Jakubowska, Józef Wilkoń, David Loverett, Elżbieta Wiśniewska, Andrzej Gieraga, Antoni Szram, Tadeusz Marciniak, Andrzej Rzymkowski, Ryszard Kwiecień, Tadeusz Barucki, Andrzej Pawłowski Kajetan Sosnowski, Bogusław Szwacz, Bożena Kowalska, Grzegorz Sztabiński, Piotr Kuncewicz, Artur Sandauer, Anna Janko, Zbigniew Jankowski, Erna Rosenstein, Stano Filko, Piotr Kuncewicz, Jadwiga Ślipińska.

### Osieki 1979
15-31 sierpnia
Komisarzem artystycznym pleneru i autorką hasła: Czwarty wymiar nawiązującego do setnej rocznicy urodzin Alberta Einsteina została Elżbieta Monika Małkowska. W spotkaniu udział wzięło 62 artystów oraz 10 naukowców i teoretyków sztuki.
Uczestnicy: Piotr Kuncewicz, Marek Demiański, Janusz Rybicki, Edward Kowalczyk, Wiesława Wierzchowska, Jerzy Ludwiński, Stefan Morawski, Rafał Jabłonka, Grzegorz Musiał, Julian Raczko, Maria Kadzińska, Jarosław Kozłowski, Edward Krasiński, Henryk Stażewski, Erna Rosenstein, Jonasz Stern, Eugeniusz Jankowski, Włodzimierz Zakrzewski, Eugeniusz Markowski, Kajetan Sosnowski, Jan Dobkowski, Janusz Lewandowski, Franciszek Starowieyski, Andrzej Dłużniewski, Józef Robakowski, Andrzej Ciesielski, Emilia Bohdziewicz, Ryszard Winiarski, Milan Grygar, Stano Filko, Ian McKeever, Jadwiga Przybylak, Janusz Bąkowski, Andrzej Słowik.

### Osieki 1980
16-31 sierpnia
W plenerze wzięło udział 30 artystów oraz 9 krytyków i teoretyków sztuki. Komisarzami Artystycznymi pleneru byli Józef Robakowski, Andrzej Ciesielski oraz Andrzej Słowik. Wystawie towarzyszyła wystawa LDK „Labirynt” eksponowana w koszalińskim BWA. Według Jerzego Fedorowicza, który po okresie nieobecności włączył się na nowo do spotkań, których był inicjatorem, nowi komisarze podjęli próbę reformy dotychczasowych plenerów. Nowe hasła i idee postulujące o rozbicie schematów percepcyjnych i przewartościowanie świadomościowe, mimo uszczuplonego budżetu odświeżyły spotkania. Podczas pleneru Andrzej Partum ogłosił swój Manifest sztuki bezczelnej, Manifest zwierzęcy oraz Teorię widzenia wewnętrznego na użytek fotografii nieistniejącej. Wykonał też słynny koncert fortepianowy.
Uczestnicy: Tadeusz Barucki, Jerzy Ryba, Wojciech Sztukowski, Janusz Zagrodzki, Stanisław Urbański, Andrzej Mroczek, Lech Pawłowski, Janusz Przewoźny, Władysław Hasior, Jan Dobkowski, Bronisław Firla, Witosław Czerwonka, Małgorzata Potocka, Antoni Mikołajczyk, Józef Robakowski, Andrzej Partum, Krzysztof Zarębski, Andrzej Ciesielski, Jerzy Fedorowicz, Ludmiła Popiel, Łukasz Szajna, Ryszard Waśko, Elżbieta Kalinowska, Andrzej Słowik, Verner Merved, Gert Tvermoes, Waldemar Chądzyński, Bolesław Kurzawiński, Marek Wawryn.

### Osieki 1981
3-17 września
W skład rady programowej weszli Andrzej Ciesielski, Elżbieta Kalinowska, Ignacy Bogdanowicz, Jan Fabich, Wiktor Szostało, Marek Wawryn i Zygmunt Wujek. Głównym elementem programu miały być prezentacje galerii autorskich. Zaproszeni do współpracy z radą zostali przedstawiciele galerii, krytycy i teoretycy sztuki. W plenerze udział wzięło 48 artystów i teoretyków sztuki.
Uczestnicy: Jerzy Ludwiński, Andrzej Kostołowski, Janusz Bogucki, Grzegorz Dziamski, Zbigniew Makarewicz, Stanisław Urbański, Józef Robakowski, Antoni Mikołajczyk, Jerzy Bereś, Maria Pinińska-Bereś, Andrzej Partum, Jan Świdziński, Andrzej Dłużniewski, Andrzej Matuszewski, Ireneusz Pierzgalski, Zbigniew Warpechowski, Jacek Jóźwiak, Grupa Łódź Kaliska, Andrzej Ciesielski, Anna Kutera, Romuald Kutera, Jan Dobkowski, Jerzy Treliński, Andrzej Dudek-Dürer, Jerzy Fedorowicz, Ludmiła Popiel, Urszula Bąk, Ryszard Tokarczyk, Zdzisław Pacholski, Piotr Kmieć, Małgorzata Paruzel, Andrzej Paruzel, Elżbieta Kalinowska, Ryszard Motkowicz, Marek Wawryn, Zygmunt Wujek, Walentyna Orłowska.